# Toomas Haug

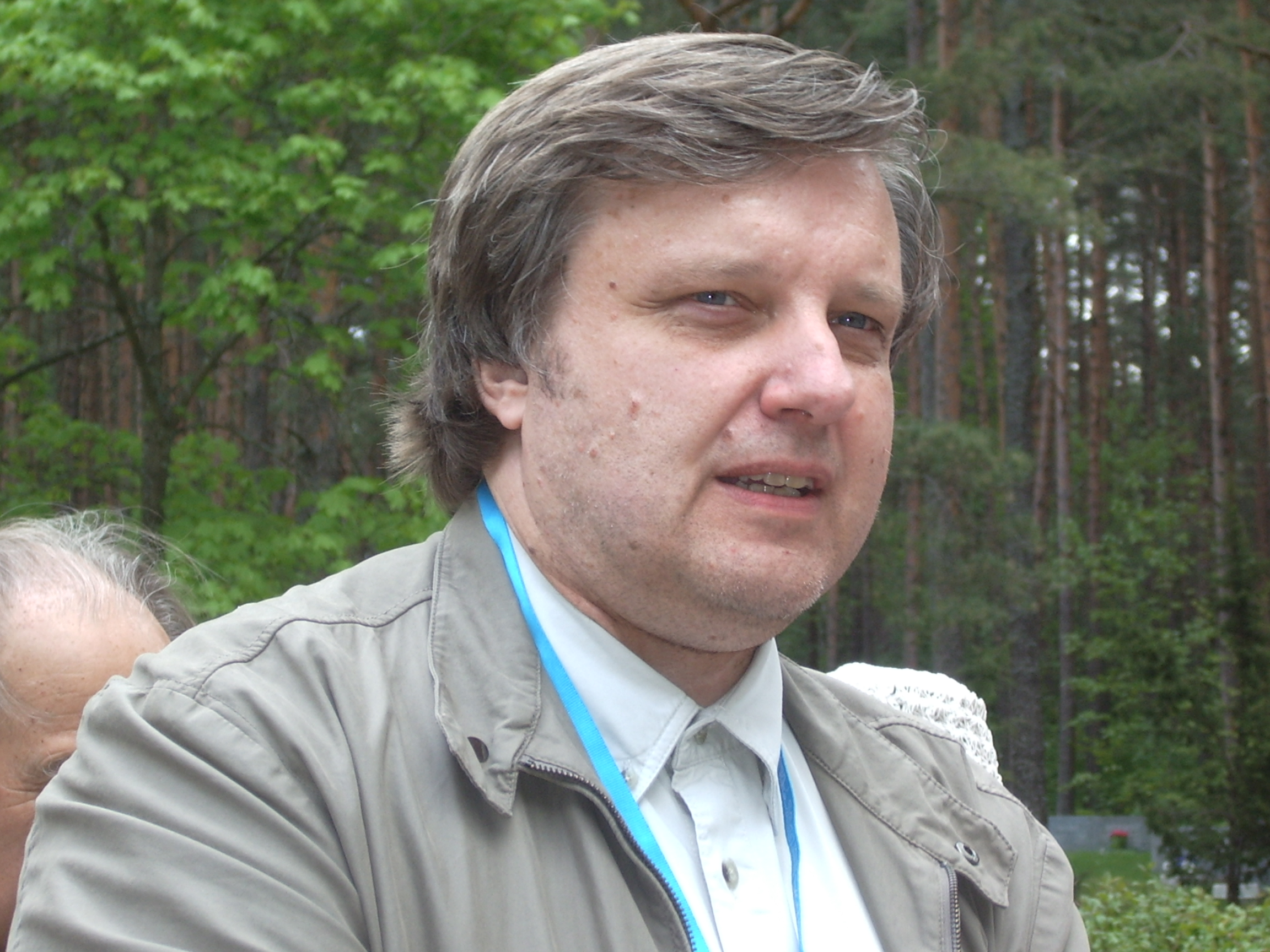
Toomas Haug, 2011

Toomas Haug (* 1. Mai 1956 in Tallinn) ist ein estnischer Literaturwissenschaftler und -kritiker.

## Leben
Toomas Haug machte 1974 in Tallinn Abitur und studierte anschließend an der Pädagogischen Hochschule Tallinn Estnische Sprache und Literatur. Nach seinem Abschluss (1978) arbeitete er fünf Jahre am Friedebert-Tuglas-Museum in Nõmme, bevor er 1983 als Redakteur zur Zeitschrift Looming wechselte. Dort arbeitet er im Ressort für Kritik, seit 1990 ist er stellvertretender Chefredakteur. Haug ist seit 1985 Mitglied des Estnischen Schriftstellerverbandes, dessen Vorstand er zeitweise angehörte.

## Werk
Haug veröffentlichte seine ersten Kritiken 1978 in der Zeitung Sirp ja Vasar. Neben Kritiken schrieb er danach auch zahlreiche Untersuchungen zur estnischen Literatur des 20. Jahrhunderts, sowohl über Strömungen und Gruppierungen als auch über einzelne Autorinnen und Autoren. Seit dem zweiten Jahrzehnt des 21. Jahrhunderts publizierte er auch Memoiren und Kurzgeschichten.

## Auszeichnungen
- 2000 Orden des Staatswappens, IV. Klasse
- 2002 Jahrespreis des Estnischen Kulturkapitals (Artikel)
- 2005 Jahrespreis des Estnischen Kulturkapitals (Essayistik)
- 2007 Jahrespreis des Estnischen Kulturkapitals (Artikel)
- 2011 Jahrespreis des Estnischen Kulturkapitals (Essayistik)
- 2022 Friedebert-Tuglas-Novellenpreis

## Bibliografie (Auswahl)

### Monografien
- Troojamäe tõotus. 33 kirjatööd. Tallinn: EKSA 2004. 455 S.
- Klassikute lahkumine. 25 kirjatööd. Tallinn: EKSA 2010. 416 S.
- Tagasi Troojamäele. 30 kirjatööd ja interluudium. Tallinn: EKSA 2015. 488 S.

### Aufsätze
- „Tarapita“ ja tarapitalased, in: Keel ja Kirjandus 1/1983, S. 8–19; 2/1983, S. 61–72.
- Gustav Suitsu kõne Jaan Tõnissonist aastal 1913, in: Keel ja Kirjandus 6/1995, S. 361–372.
- Looming ja "Looming" enne "Loomingut". Sõna historiograafiat, in: Looming 4/1998, S. 585–598.
- Lisandusi Jaan Lõo elule ja loomingule, in: Keel ja Kirjandus 5/1999, S. 325–341.
- Vaenlaste vastu võideldes. Enn Kippel 100, in: Looming 2/2001, S. 255–271.
- N. Nõu ja N. Liit, in: Looming 10/2003, S. 1531–1541.
- Viru vanne. Saja-aastane müüt, in: Looming 12/2003, S. 1841–1852.
- (gemeinsam mit Juhani Salokannel:): Soome modernism ja Tammsaare leidmine, in: Looming 6/2006, S. 883–896.
- Kohvijoomine ja kohviku loomine. Sõnaloolisi tähelepanekuid Madis Kõivu jälgedes, in: Looming 6/2009, S. 817–831.
- Lahkumine tuuliselt rannalt. Aadu Hint 100, in: Looming 1/2010, S. 96–115.
- Puhas kirjanik, tema elukäik. Meenutusi ja märkmeid Jaan Kruusvallist, in: Looming 12/2010, S. 1725–1738.
- Tuglase reis lõppu. Improvisatsioon kahe novelliga, in: Looming 2/2011, S. 270–282.
- Andrus Kivirähk ja kolm uinumist, in: Looming 4/2015, S. 544–552.
- Vastutuulelaev forever. Jaan Krossi metafoorikast, in: Looming 2/2020, S. 298–308.
- Eduard Vilde ja New York. Lisandusi biograafiale, in: Looming 7/2021, S. 948–963.
- Teet Kallase juhtum. Märkmeid „Loomingu“ novellivõistluse ajaloost, in: Looming 10/2022, S. 1412–1434.